# Steve Hackett
Stephen Richard "Steve" Hackett (nascut 12 febrer 1950) és un músic anglès, compositor, cantant i productor que va obtenir prominència com a guitarrista de la banda de rock progressiu anglesa Genesis de 1971 a 1977. Hackett contribuí a sis àlbums d'estudi de Genesis, tres àlbums en viu, set singles i un EP abans de deixar-los per continuar una carrera en solitari. Fou introduït al Rock and Roll Hall of Fame com a membre de Genesis en 2010.
Hackett va publicar el seu primer àlbum en solitari, Voyage of the Acolyte, mentre encara era membre de Genesis en 1975. Després d'una sèrie d'àlbums en solitari a partir de 1978, Hackett va cofundar el supergrup GTR amb un altre guitarrista progressiu, Steve Howe de Yes i Asia, el 1986. El grup va llançar l'àlbum homònim GTR, que va aconseguir el lloc número 11 del Billboard 200 als Estats Units i va generar el senzill Top 20 "When the Heart Rules the Mind". Quan Hackett va deixar GTR al 1987, el grup es dissolgué. Hackett llavors continuà la seva carrera sol. Ha lliurat àlbums i anat de viatges i concerts per tot el món d'una manera regular de llavors ençà.
El cos del treball d'Hackett engloba molts estils; a més del seu treball en rock progressiu, ha explorat pop, blues, música del món i música clàssica en les seves gravacions en solitari. Segons Guitar World: "Les exploracions primerenques de Hackett en els cops a les cordes amb les dues mans i la pressió ondulatòria dels dits van estar per davant del seu temps, i van influir en Eddie Van Halen i Brian May." Altres guitarristes influïts per en Hackett inclouen Alex Lifeson i Steve Rothery.

## Vida primerenca
Stephen Richard Hackett va néixer el 12 de febrer de 1950 a Pimlico, Londres, de Peter i June Hackett. Té un germà més jove, John Hackett. Va assistir al Sloane Grammar School de Chelsea. Va néixer un dia abans que el seu futur company de banda Genesis, el cantant Peter Gabriel.
Hackett va créixer tenint accés a diversos instruments musicals, com ara l'harmònica (que més tard tocarà en alguns dels seus àlbums) i la flauta dolça, però no va desenvolupar cap interès per la guitarra fins als 12 anys, quan va començar a tocar algunes notes. Als 14 anys, estava aprenent acords i experimentant progressions d'acords, encara que mai va rebre cap lliçó formal.
Les influències musicals més primerenques d'Hackett eren clàssiques (Johann Sebastian Bach) i òpera (Mario Lanza). Ha dit que les seves composicions són encara influïdes per ells. Hackett també ha citat artistes de blues britànics nombrosos com a influències, és a dir Danny Kirwan, Peter Green, i diversos guitarristes com John Mayall & The Bluesbreakers, així com Jimi Hendrix, Els Beatles, i King Crimson.

## Carrera

### Carrera primerenca
La primera experiència professional d'Hackett va arribar com a membre de tres grups de rock: Canterbury Glass, amb ells, interpreta una cançó 'Prologue' en el seu àlbum Sacred Scenes And Characters, que va ser gravat el 1968 però distribuït en 2007; Heel Pier i Sarabande. Tots tres interpretaven rock amb elements progressius. A continuació, es va unir a Quiet World el 1970, que va comptar amb el seu germà John a la flauta. No va escriure cap material amb el grup, ja que els fundadors del grup van dirigir el que havien d'interpretar els altres membres, cosa que no va molestar Hackett, car desitjava obtenir més experiència en un estudi de gravació - la banda havia aconseguit un contracte amb una etiqueta discogràfica.Hackett va tocar en l'únic àlbum d'estudi de la banda, The Road (1970), llançat a Dawn Rècords, i poc després els va deixar.

### Genesis
Buscant una banda nova, Hackett col·locà un anunci en el setmanari Melody Maker que declarava buscar músics "decidit a esforçar-se més enllà de les formes de música estancades existents". L'anunci el va respondre el vocalista principal de Genesis Peter Gabriel. Genesis, era format pel teclista Tony Banks, el baixista Mike Rutherford, i el bateria Phil Collins, havien perdut recentment el guitarrista fundador Anthony Phillips i, després de veure'ls actuar, Hackett feu una audició per al grup. S'hi va unir desembre de 1970. Hackett tenia poca experiència en escena quan es va unir a Genesis, però aviat es va ficar en el seu paper i funció, i la seva imatge única portant ulleres i assegut en posició encorbada sobre la seva guitarra, va servir com a contrapès als vestits extravagants i teatrals d'en Peter Gabriel.
El primer enregistrament d'Hackett amb Genesis fou Nursery Cryme, tret a comercialització al novembre de 1971. Va ajudar a donar forma al so del grup i va animar a incorporar el Mellotron a la música. La seva feina de guitarra és prominentment presentada en "The Musical Box", "The Return of the Giant Hogweed", i "The Fountain of Salmacis". Esdevingué un dels primers guitarristes a experimentar amb la tècnica de tapping normalment atribuïda a Eddie Van Halen. Hackett ha reclamat Van Halen dient que aquest li va confessar haver après la tècnica després d'assistir a un concert de Gènesi a meitat dels setanta. El so de baix continu a l'última cançó sembla un sintetitzador a causa de la distorsió i a causa del seu legato amb la tècnica del tapping així com el continu simultani del Pianet Hohner (tocat per en Banks).
Genesis va continuar Nursery Cryme amb l'elapé Foxtrot (1972), el qual va incloure una peça, Horizons amb solo de guitarra, que esdevingué una de les signatures d'en Hackett. L'àlbum següent, Selling England by the Pound (1973), presenta Hackett continuant la tècnica de donar copets a les cordes i la de sweep-picking, el qual fou més tard popularitzat el 1984 per Yngwie Malmsteen. Ambdues tècniques guitarrístiques són utilitzades en la interpretació de "Dancing with the Moonlit Knight". Un dels solos de guitarra més coneguts d'Hackett és present en "Firth of Fifth" i ha quedat com un favorit en concerts, fins i tot després de la sortida d'Hackett. La funció d'Hackett en el grup va minvar des de la seva contribució a Selling England by the Pound durant l'enregistrament de The Lamb lies down on Broadway (1974). Va atribuir això a no d'enfrontar-se al material presentat pels companys, i el seu matrimoni fracassat. Un altre factor fou que Hackett s'havia ferit la seva mà esquerra després que accidentalment aixafés una copa de vi amb la seva mà que li danyà seriosament un nervi i un tendó. Per mor d'això s'ajornà la gira de l'àlbum i s'anul·laren set espectacles. Això també va reflectir la tensió dins de la banda durant aquest temps, ja que Gabriel va deixar el grup a la conclusió de la gira.

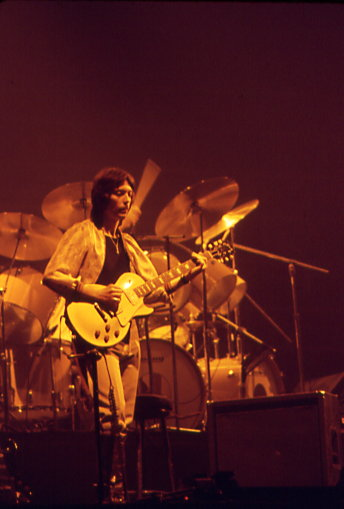
Hackett En escena amb Genesis, 1977

L'octubre de 1975, Hackett va lliurar el seu primer àlbum sol, Voyage of the Acolyte. Hi apareixen en l'àlbum Collins i Rutherford en tambors i baix, respectivament, i va assolir el n. 26 en el Regne Unit. Va ser certificat en el nivell de plata segons el nombre total d'unitats venudes. Hackett Va gaudir de la llibertat d'escriure i enregistrar. El guitarrista digué que algunes de les pistes en el seu àlbum, particularment "Shadow of Hierophant", era assajat per Genesis durant l'escriptura i enregistrant de Foxtrot.
Hackett es reagrupà amb Genesis en els mitjans de 1975 per escriure i assajar per A Trick of the Tale (1976), el seu primer amb Collins a les veus principals després que cap altre cantant pogué ser trobat. Hackett s'uní tard a les sessions d'escriptura per l'àlbum a causa del treball en el Voyage of the Acolyte, i resultà baix en idees musicals però fou acreditat en les cançons "Dance on a Volcano", "Entangled", i "Los Endos". Va començar per sentir-se frustrat sobre una aproximació més democràtica a l'escriptura i selecció de material pels seus àlbums.
L'àlbum de Genesis darrer en presentar Hackett com a membre fou era Wind & Wuthering (1976). Se sentí limitat per la seva manca de llibertat i nivell de les aportacions i insistia que més material seu havia de ser inclòs en l'àlbum, però era rebutjat. De les nou pistes, va ser acreditat en quatre: "Eleventh Earl of Mar" (que co-va escriure amb Banks i Rutherford), "Blood on the Rooftops" (co-escrit amb Collins), "Unquiet Slumbers for the Sleepers..." (co-Escrit amb Rutherford) i "...In That Quiet Earth" (autoria de la banda sencera). Una altra pista de Hackett era, "Please Don't Touch" treballada en conjunt però refusada i reemplaçada amb "Wot Goril·la?". Un altre tema, "Inside and Out" (atribuït a la banda sencera), fou desat en magatzem fins al primer EP editat per la banda, Stop the Pigeon (1977).
Després de la gira de Wind & Wuthering, Hackett va deixar la banda durant l'etapa de barrejat de l'àlbum de Gènesi en viu, Seconds Out. La seva sortida va ser anunciada en la premsa durant la promoció de l'àlbum el 8 d'octubre de 1977.

#### Retrobaments
Des de la sortida d'Hackett, l'alineació de Genesis durant l'etapa 1970–75 de Genesis s'ha reunit un grapat de vegades. El 2 d'octubre de 1982, el grup s'ajuntà per "Six of the Best", una única actuació per recaptar diners per al festival WOMAD d'en Peter Gabriel. Aquest esdeveniment ha estat l'únic a presentar una actuació amb aquests components des de 1975.
Hackett es va reunir amb Gabriel i Rutherford per una sèrie de concerts al Guildford Civic Hall el 1983. Els tres van actuar amb la banda en viu de Hackett en aquell moment. El setlist incloïa una barreja de cançons de Genesis, covers de cançons d'altres artistes i cançons en solitari dels tres artistes.
Dins 1998, el grup es reuní per una sessió de fotos i un àpat per celebrar el lliurament de Genesis Archive 1967–75, una col·lecció en caixa per a la qual Hackett va re-enregistrar algunes de les seves parts de guitarra. També participà en la regravació del senzill de 1974 "The Carpet Crawlers" per incloure'l en l'àlbum de grans èxits de Genesis (1999) Turn It On Again: The Hits; els altres membres del grup també enregistraren algunes parts noves, però no en el mateix estudi ni al mateix temps. Després que Trevor Horn i The Art of Noise havien barrejat la cançó, tanmateix, la part vocal d'en Gabriel i Collins era la contribució més important de les noves parts del lliurament final.
En una entrevista radiofònica d'abril de 2006, Phil Collins va parlar d'una reunió de banda que va tenir lloc dins novembre de 2005. Durant aquella reunió, el grup va parlar la possibilitat de reunir la plantilla de primera meitat de la dècada dels 70 per fer una gira, incloent una actuació completa de The Lamb Lies Down on Broadway, l'àlbum doble de 1974 del grup. El 18 d'octubre de 2006 va ser anunciat, tanmateix, que la formació post-Hackett de Rutherford, Banks, i Collins estava ja en procés de canvi.
El març de 2010, el guitarrista de Phish Trey Anastasio va ser proposat per retre tribut a Genesis, una de les seves bandes favorites, en el seu ingrés en Rock and Roll Hall of Fame. A més del discurs d'Anastasio, Phish actuaren interpretant dues cançons de Genesis: "Watcher of the Skies" i "No Replay at all". Encara que Hackett i els companys de Genesis (llevat de Peter Gabriel) van assistir a la cerimònia, no van actuar.
A finals de setembre de 2014 la recopilació de tres #CD conjunts R-Kive va ser llançada al mercat i aconseguí el setè lloc en la llista de vendes d'àlbums del Regne Unit. Els CD encaixats contenen, a més de material de Genesis, pistes de la carrera en solitari de cada membre de l'alineació clàssica MK3 (les contribucions Hackett són "Ace of Wands", "Every Day" i "Nomads"). En connexió a R-Kive el documental de la BBC sobre Genesis: 'Genesis: Together and Apart'
va ser retransmès en el Regne Unit l'octubre de 2014. Després de la seva emissió Hackett va expressar el seu disgust amb el programa, el qual va descriure com a "reportatge tendenciós de la història de Genesis" que "ignora totalment" la seva feina en solitari.

### Carrera sol

#### Dècada de 1970
El primer àlbum post-Genesis d'Hackett fou Please: Don't Touch, llançat durant 1978. Igual que Voyage of the Acolyte (1975), molt del material en l'àlbum era en l'estil de rock progressiu.[2] va contenir, tanmateix, molta més feina vocal. Hackett, qui mai hi havia cantat com a primera veu ni tan sols donant suport vocal en cap cançó de Genesis, va proposar fer de cantants a persones com ara el cantant de folk Richie Havens, el cantant d'R&B Randy Crawford, i Steve Walsh de grup de rock progressiu americà Kansas. Va proporcionar veu principal per "Carry On Up the Vicarage", però van ser processats utilitzant l'efecte vocal "The laughing gnom". L'àlbum aconseguí el nivell 38 en el rànquing del Regne Unit,[2] i el 103 en el Billboard d'Àlbums del pop dels Estats Units.
Un parell d'àlbums de rock progressiu van seguir: 1979 Espectral Mornings (22 en el Regne Unit i 138 en els EUA) i 1980 Defector (Lloc 9[2] en el Regne Unit i 144 en els EUA). Hackett va anar de "tour" per Europa per primer cop en solitari durant 1978, i l'agost de 1979 actuat al Reading Festival. La gira Defector el va portar als Estats Units per primer cop des de la seva gira final amb Genesis.

#### Dècada de 1980
El primer canvi important en l'estil musical d'Hackett esdevingué amb l'àlbum de 1981 Cured. Tot i que l'àlbum contingué algunes de les peces progressives i clàssiques per les quals Hackett va ser conegut, aquest també exhibí una molta més aproximació al pop. L'àlbum va ser enregistrat sense qualsevol dels músics que havien aparegut en els àlbums en solitari d'Hackett des de Spectral Mornings (llevat dels col·laboradors Nick Magnus i John Hackett) i Hackett va cantar totes les veus principals per primer cop. Mentre Cured no pujà molt en les llistes dels EUA, aconseguí el 15 en el Regne Unit.[2] Diversos dels seus primers àlbums en solitari també van aparèixer a Europa, especialment als països escandinaus, on els seus primers quatre àlbums en solitari post-Genesis van entrar al Top 30 en les llistes d'àlbums.
En el 1980s, Hackett va editar el seu primer àlbum de guitarra clàssica, Bay of Kings (1983, n 70 en el gràfic d'àlbums del Regne Unit) i Momentum (1988). La gira per Momentum va congregar grans multituds dins d'Europa, fet considerat inusual per un guitarrista clàssic. En el costat de producció de rock, la feina d'Hackett en els 1980 també va implicar els LPs Highly Strung (1983, n. 16 en el gràfic d'àlbums del Regne Unit) i Till we Have Faces (1984, n. 54 en el gràfic d'àlbums del Regne Unit). Highly Strung va contenir el semi-èxit "Cell 151", mentre Till we Have Faces va fusionar els sons d'estil Hackett amb música mundial i percussió brasilera.
En 1986, Hackett va formar el supergrup GTR amb veterà guitarrista de Yes i Asia Steve Howe. El grup va treure un àlbum amb vendes de disc d'or, produït pel teclista de Yes/Asia Geoff Downes. L'àlbum inclogué "When the Heart Rules the Mind", que aconseguí el número 14 en el Billboard Hot 100, el més alt nivell de cap senzill de la carrera en solitari d'Hackett. Aviat va deixar GTR per mor de disputes financeres i de gestió. A més de Howe i Downes, Hackett també ha treballat amb el bateria de Yes Bill Bruford formant part de Genesis i en solitari; també treballà amb el baixista de Yes Chris Squire (Chris Squire's Swiss Choir, 2007 i Squackett - A Life Within a Day, 2012) i amb el breu vocalista de Yes Trevor Horn (qui va produir la versió de "The Carpet Crawlers" per al retrobament del Genesis-clàssic en 1999). També actuà juntament amb l'anterior teclista de Yes Rick Wakeman en l'últim espectacle de televisió Gastank a mitjans dels 1980. El teclista de llarga durada d'Hackett, Julian Colbeck, va tocar en viu amb la seqüela artística de Yes Anderson Bruford Wakeman Howe. El pintor i dissenyador Roger Dean, creador del logo de Yes i la majoria de les seves corbertes d'àlbum, també va fer la coberta per al "boxset" d'Hackett Premonitions (2015).
Durant 1986 Hackett també participà amb els antics membres de Yardbirds Chris Dreja, Paul Samwell-Smith i Jim McCarty en el seu projecte Box of Frogs; concretament en el segon àlbum Strange Land juntament amb Jimmy Page, Ian Dury i Graham Parker en les pistes, "I Keep Calling", "20/20 Vision" i "Average".
Dins 1989 Hackett va agafar la iniciativa pel projecte caritatiu Rock Against Repatriation i feu una versió de l'èxit de 1975 de Rod Stewart "Sailing". Juntament amb Hackett, Brian May, Bonnie Tyler, Phil Manzanera, Mark King, Steve Rothery, Curt Smith, Howard Jones, Fish, Paul Carrack, Justin Hayward i Simon Phillips entre altres hi van participar.

#### Dècada de 1990
En 1992 Virgin/Universal va llançar la recopilació The Unauthorised Biography, incloent dos enregistraments anteriors no editats co-escrits amb Brian May de Queen. El primer llançament d'Hackett en solitari de la dècada dels 90 era la discreta i malenconiosa Guitar Noir el 1993. Un àlbum farcit de somnis que va sonar més fosc i diferent del seu últims productes més comercials. Va ser seguit per l'àlbum d'estil Blues directe 'Blues with a Feeling' (1994).
Durant 1996 el primer de la sèrie d'àlbums Genesis Revisited va ser tret al mercat (n. 95 en el gràfic d'àlbums del Regne Unit). La pista, "Déjà Vu" era co-escrita amb Peter Gabriel durant les sessions de Selling England by the Pound (1973) però no acabada, i Hackett va completar la cançó per aquest àlbum. En connexió amb Genesis Revisited, i alguns dels convidats que hi participaven en ell, Hackett va formar una macrobanda d'estrelles per dos espectacles en Tòquio al Koseinenkin Hall durant desembre de 1996. La banda va incloure John Wetton (King Crimson, UK, Asia, Roxy Music), Chester Thompson (Weather Report, Frank Zappa, Genesis), Ian McDonald (King Crimson, Foreigner) i Julian Colbeck (Anderson Bruford Wakeman Howe, Steve Hackett). Els concerts van ser filmats i més tard lliurats com The Tokyo Tapes.
Dins abril 1997 va alliberar l'àlbum 
influït per l'estil neo-clàssic A Midsummer's Night Dream, acompanyat per la Royal Philharmonic Orquestra, i l'àlbum va passar diverses setmanes en el Top 10 de les llistes clàssiques del Regne Unit. A partir d'aquest període i el següent àlbum de rock progressiu Darktown (1999, n. 156 Llista d'àlbums del Regne Unit) endavant, el productor, teclista i arranjador Roger King ha adquirit una funció important en les feines d'estudi i en viu d'Hackett.

#### Dècada de 2000
El 2001 Hackett va començar els seus llançaments del projecte Live archives series: Diversos àlbums d'enregistraments en directe de tota la seva carrera. Durant els anys 2000, Hackett també aprofundeix les seves influències clàssiques amb obres com l'orquestral Metamorpheus (2005) amb l'Underworld Orchestra i l'únic acústic Tribute (2008), dedicat a Andrés Segovia, que conté tant composicions pròpies com obres de Bach, Byrd i Barrios. El 2000, juntament amb el seu germà John, va llançar Sketches of Satie, un homenatge al compositor francès Erik Satie arranjat per a flauta i la guitarra. La música clàssica de Hackett també es captura a l'àlbum en viu i DVD Hungarian Horizons (2003) gravat a Budapest.
Durant la dècada, tres àlbums de rock van veure la llum, el d'estil més progressiu To Watch the Storms (2003), Wild Orchid (2006) i Out ot the Tunnel's Mouth (2009), l'últim d'ells presentant contribucions de l'anterior guitarrista de Gènesi Anthony Phillips i Chris Squire de Yes. L'àlbum va ser ajornat a causa de raons legals, però era finalment a la venda novembre de 2009, i algunes cançons van ser interpretades en la gira europea. Una col·lecció de cançons escrita a la fi dels anys 80, algunes de les quals principalment es trobaven en el segon àlbum de GTR, però que també es van posar en el prestatge, també es va publicar amb Feedback 86 (2000). L'àlbum compta amb aparicions de convidats de Brian May que, canta i toca en un parell de cançons, així com n'és coautor de la cançó "Slot Machine".
El 2005, la primera biografia d'Steve Hackett, The Defector del periodista Mario Giammetti, es va publicar a Itàlia (Edizioni Segno). L'agost de 2009, Wymer Publishing va publicar la biografia oficial, autoritzada Sketches of Hackett d'Alan Hewitt. La primera edició de tapa dura inclou un DVD de bonificació amb una entrevista de 90 minuts filmada a principis d'any a la casa de Steve.

#### Dècada de 2010
El 15 de març de 2010, Genesis fou admès al Rock and Roll Hall of Fame amb Hackett fent una rara aparició amb Collins, Banks i Rutherford a la cerimònia, encara que no van actuar junts. Hackett, en aquests darrers anys, ha fet oficial la seva disposició per participar en un retrobament. Un retrobament planejat de l'alineació clàssica de Genesis de la dècada dels 70 va avortar el 2007 quan Peter Gabriel va expressar reserves,i, posteriorment, Hackett va renunciar al quartet de Genesis per deixar pas al trio de Genesis. Amb l'anunci de Phil Collins a la seva retirada el 2011, qualsevol possibilitat d'una altra reunió és molt minsa.
En 2011 Hackett va editar el seu 24è àlbum d'estudi Beyond the Shrouded Horizon (n. 133 en el gràfic de vendes d'àlbums del Regne Unit). Durant 2012 va anar de gira per promoure l'àlbum en el Regne Unit. El 2012, Hackett i Chris Squire un altre cop col·laboraren per lliurar l'àlbum A Life Whithin a Day  sota el nom de Squackett.

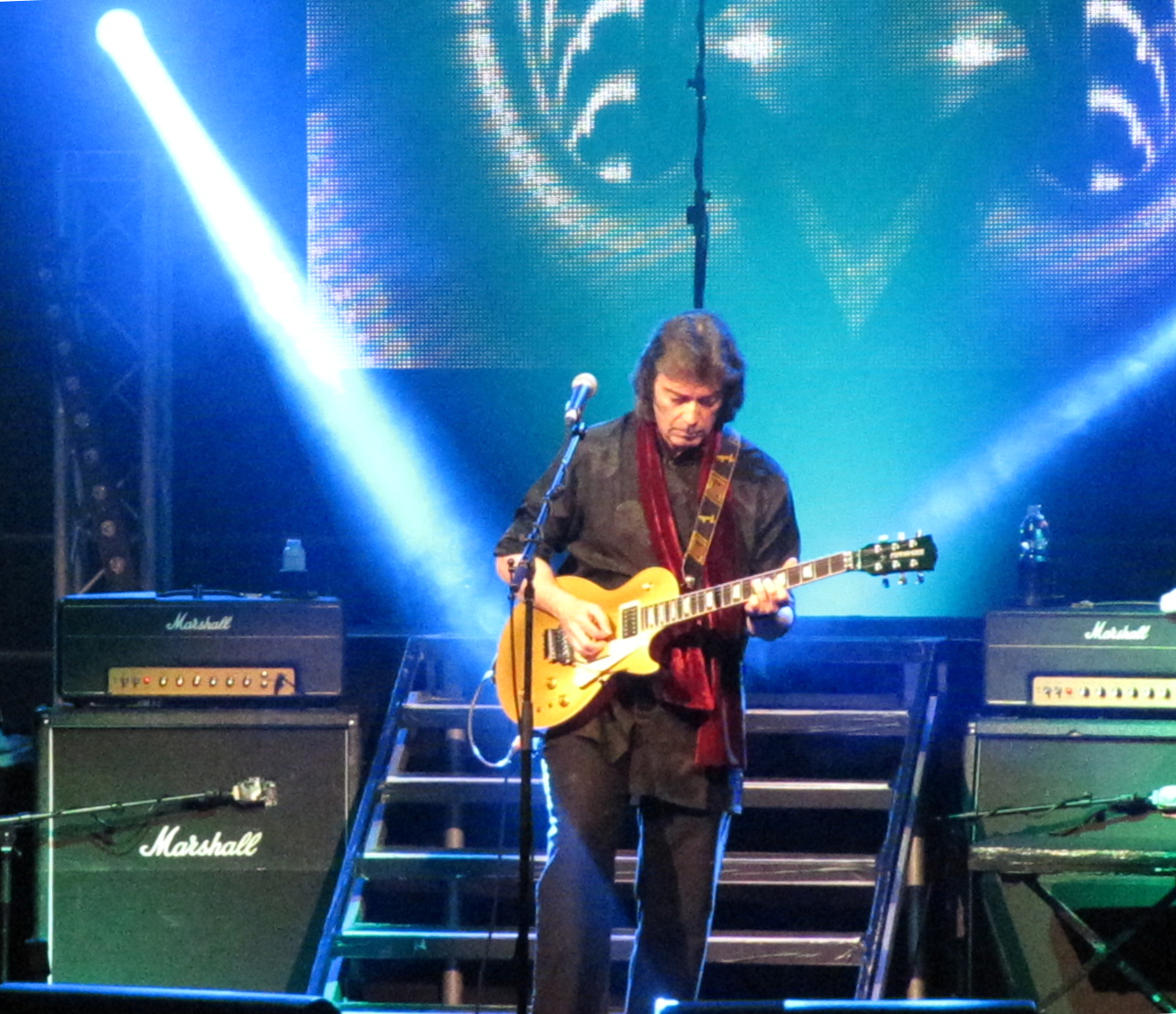
Hackett el 2013

Hackett tragué Genesis Revisited II (n. 24 en el gràfic d'àlbums del Regne Unit) a finals d'octubre de 2012. L'àlbum també va registrar en les llistes d'Alemanya, Itàlia, França i Holanda entre altres i es va rebre amb èxit de públic de la mateixa manera que les següents gires del món. El juny de 2013, Genesis Revisited (1996) i Genesis Revisited II van obtenir un Premi de vendes d'or japonès totes dues. Genesis Revisited II també va comptar amb el cantant l'ex Genesis Ray Wilson.
Hackett Va guanyar el premi "Event of the Year" de l'any 2013 del magazine Progressive Music Award per Genesis Revisited al Hammersmith Apollo. En octubre de 2013 l'espectacle va ser editat com a caixa de cinc DVD/CD titulada: Live at the Royal Albert Hall (posició 58 en el gràfic d'àlbums del Regne Unit), i en juny de 2014 una altra caixa de DVD/ CD basada en la gira Genesis Revisited II va ser lliurada al mercat amb el títol Live at the Royal Albert Hall (80 en el gràfic d'àlbums del Regne Unit). Ambdues caixes van entrar a diverses llistes de vendes europees així aconseguí el Top 20 d'àlbums.
El març de 2015, Hackett va editar Wolflight. Va assolir el n. 31 en el Regne Unit. Wolflight també conté l'últim enregistrament d'estudi de Chris Squires amb la cançó "Love Song to a Vampire". El setembre de 2015, la companyia de música independent Wienerworld va publicar The Man, The Music, un documental sobre la carrera d'Hackett que va arribar al número 5 del rànquing DVD del Regne Unit. L'octubre, Universal / Virgin va llançar Premonitions: The Charisma years 1975-1983, un set encaixat de 14 discos dels seus primers sis àlbums d'estudi amb material addicional, incloent enregistraments en viu i nous remixes a càrrec d'Steven Wilson.
L'àlbum en solitari d'Hackett The Night Siren (n 28 a la llista d'àlbums del Regne Unit) va ser alliberat en març de 2017 i part superior entrada a 40 dins sis àlbum internacional gràfics. L'àlbum continua l'exploració de música mundial/rock progressiu, i també conté influències del període de la psicodèlia dels Beatles i la ciència-ficció clàssica. Dins octubre Hackett va guanyar el premi al concurs "Chris Squire Virtuoso" a la 2017 de Música Progressiva.

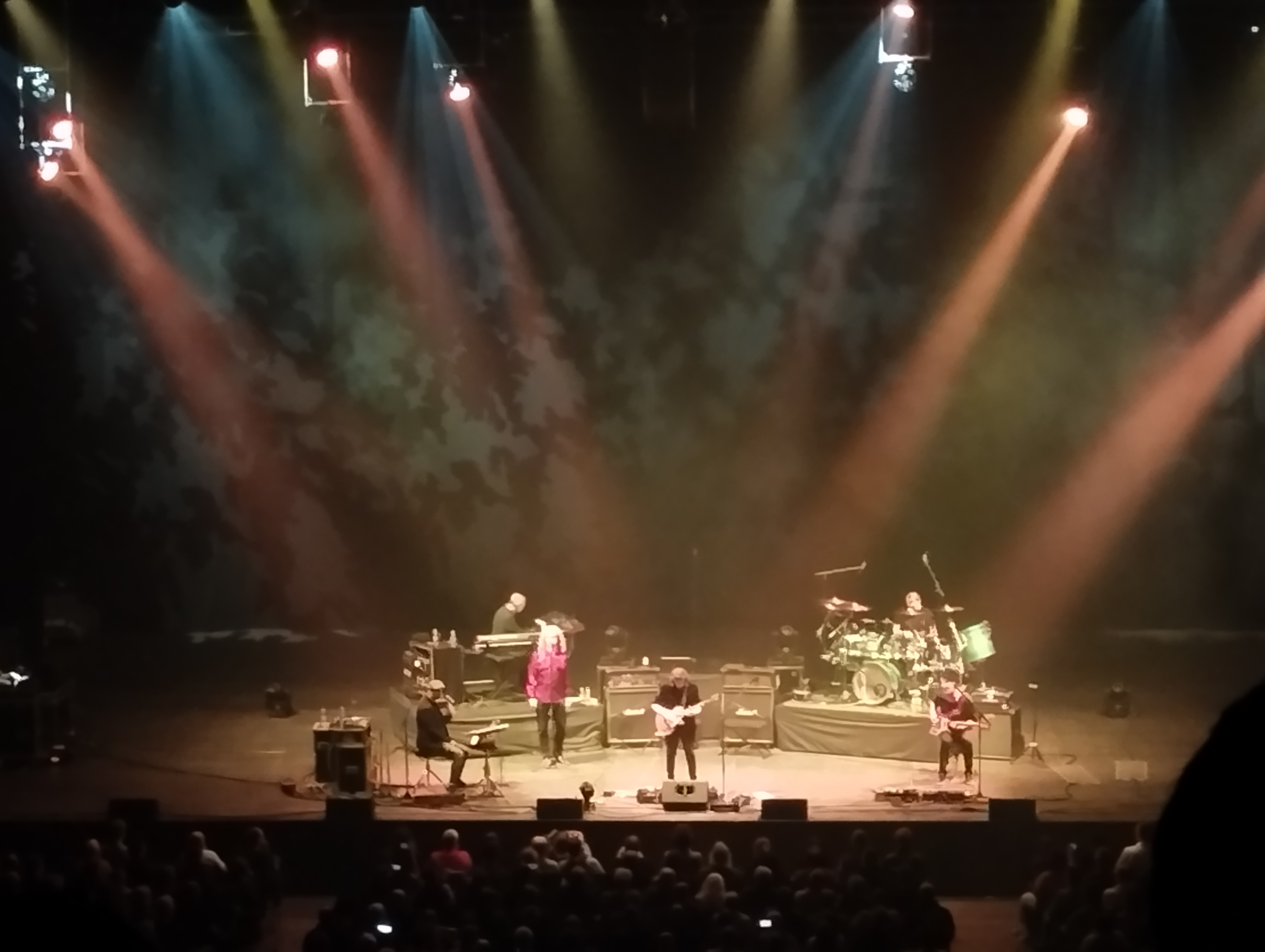
Banda de Hackett. 2023

## Vida personal
Hackett ha estat casat tres vegades. El seu primer, breu, matrimoni era amb Ellen Busse i la parella va tenir un fill, Oliver. La unió es va trencar la voltant de la temporada d'enregistrament de That Lamb Lies Down on Broadway (1974). Després es va casar amb la pintora i artista joiera Kim Poor el 14 d'august de 1981. Es van divorciar el 18 de maig de 2007. Es va casar amb l'autora Jo Lehmann el 4 de juny de 2011 i ha col·laborat musicalment amb la seva cunyada Amanda ençà 2009 en diversos enregistraments i gires.
El germà més jove d'Steve, John va fer de flautista i segon guitarrista en les seves bandes dels 1970. John sovint ha aparegut com músic i col·laborador en la seva feina més recent.

## Discografia
Àlbums d'estudi
- Please Don't Touch (1978)
- Spectral Mornings (1979)
- Defector (1980)
- Cured (1981)
- Highly Strung (1983)
- Bay of Kings (1983)
- Till We Have Faces (1984)
- Momentum (1988)
- Guitar Noir (1993)
- Blues with a Feeling (1994)
- Watcher of the Skies: Genesis Revisited (1996)
- A Midsummer Night's Dream (1997)
- Darktown (1999)
- Feedback 86 (2000)
- To Watch the Storms (2003)
- Metamorpheus (2005)
- Wild Orchids (2006)
- Tribute (2008)
- Out of the Tunnel's Mouth (2009)
- Beyond the Shrouded Horizon (2011)
- Genesis Revisited II (2012)[15]
- Genesis Revisited II: Selection (2013)
- Wolflight (2015)
- The Night Siren (2017)
- At the Edge of Light (2019)
- Under a Mediterranean Sky (2021)
- Surrender of Silence (2021)
- The Circus and the Nightwhale (2024)

## Col·laboracions
- 1968: Sacred Scenes And Characters - Steve toca la guitarra en una cançó  Prologue  en aquest àlbum que es va gravar el 1968 però només es va distribuir el 2007.

Quiet World
- 1970: The Road (Steve Hackett i el seu germà John enregistraren un album amb la banda Quiet World en 1970. El baixista Dick Driver col·laboraria amb Steve durant la seva carrera en solitari)

Genesis
- 1971: Nursery Cryme
- 1972: Foxtrot
- 1973: Genesis Live
- 1973: Selling England by the Pound
- 1974: The Lamb Lies Down on Broadway
- 1976: A Trick of the Tail
- 1976: Wind & Wuthering
- 1977: Seconds Out (Live 2LP)
- 1977: Spot the Pigeon (EP)
- 1982: Three Sides Live
- 1998: Genesis Archive 1967–75 (4CD Box Set)
- 2000: Genesis Archive 2: 1976–1992 (3CD Box Set)

GTR
- 1986: GTR (amb Steve Howe)
- 1997: King Biscuit Flower Hour Presents GTR (amb Steve Howe)

Djabe feat. Steve Hackett
- 2003: Djabe - Táncolnak a kazlak / Sheafs Are Dancing (studio album; CD+book / DVD-A / 2CD+book)
- 2003: Djabe - Erre táncolnak a kazlak (CD single, remixes)
- 2006: Djabe - Földkörüli utazás a Djabe zenekarral (CD, compilation)
- 2011: Djabe - 15th Anniversary Concert (live 2010 & documentary 1995-2010; 2DVD)
- 2012: Djabe - Down And Up (studio album; 2LP, CD, DVD-A)
- 2014: Djabe - Forward (studio album; 2LP / CD / DVD-A / 2LP+CD)
- 2016: Djabe - 20 Dimensions (studio album; 2LP / CD / DVD-A +DVD / 2LP+CD)

Djabe & Steve Hackett (àlbums complets amb Steve)
- 2009: Djabe special guest Steve Hackett - Sipi emlékkoncert / Sipi Benefit Concert (live 2007; 2CD / 2DVD)
- 2011: Djabe special guest Steve Hackett - In the Footsteps of Attila and Genghis (live 2010; 2CD)
- 2013: Djabe special guest Steve Hackett - Summer Storms And Rocking Rivers (live 2011-2012; 2LP - different tracklist)
- 2013: Djabe - Down And Up - Live in Budapest (live 2012; DVD)
- 2015, 2016, 2017: Djabe with Steve Hackett, Gulli Briem and John Nugent - Live in Blue (live 2011-2014; LP / 2CD / BD / DVD / 2 track Master Tape / 4 track Master Tape, - different tracklists)
- 2017: Steve Hackett & Djabe - Summer Storms And Rocking Rivers (live 2011-2012; CD+DVD - different tracklist)
- 2017: Djabe & Steve Hackett - Life Is A Journey - The Sardinia Tapes (studio album; 2LP / CD+DVD / 4 track Master Tape - different tracklists)
- 2018: Djabe with Steve Hackett & Gulli Briem - It Is Never The Same Twice (live 2017; CD+DVD)

John & Steve Hackett
- 2000: Sketches of Satie (ambJohn Hackett)

Squackett
- 2012: A Life Within a Day (ambChris Squire)